# Nikolay Tuchkov
Nikolay Alexeivich Tuchkov (16 de abril de 1765 - 30 de outubro de 1812, Yaroslavl) foi um general russo da Guerra Russo-Sueca (1788–1790), da supressão da Revolta Kościuszko e da oposição à invasão francesa da Rússia. Ele subiu ao posto de tenente-general e comandante de um corpo de infantaria.
Comandando na Valáquia, ele foi enviado ao sul para operações contra a Turquia no final de agosto de 1811. Em 1812 ele comandou o 3º Corpo do 1º Exército do Oeste de Barclay de Tolly. Ele lutou em Smolensk 17 de agosto, então com Württemberg derrotou Michel Ney em Valutina Gora (Lubino) no dia 19. Estacionado no flanco esquerdo em Borodino em 7 de setembro, ele foi gravemente ferido no peito liderando os Granadeiros Pavlov contra Utitsa e morreu três semanas depois.